# Vöröskő
Vöröskő (szlovákul Červený Kameň, németül Rotenstein vagy Rothenstein) község Szlovákiában, a Trencséni kerületben, az Illavai járásban.

## Fekvése
Illavától 11 km-re északnyugatra, a Fehér-Kárpátokban fekszik.

## Története
A régészeti leletek tanúsága szerint a község területén a késő bronzkorban a lausitzi kultúra települése állt. A 732 m magas „Haškovej” magaslaton a korai vaskorban kiterjedt erődített település volt, melyet 1961-ben tártak fel. A laténi, a hallstatti és a puhói kultúra cserépmaradványai és eszközei kerültek itt elő.
A mai település soltész általi betelepítéssel keletkezett I. Lajos király uralkodása alatt, Oroszlánkő várának uradalmához tartozott. 1354-ben említik először „Wereskew” alakban. 1439-ben „possesio seu willa Wereskew”, 1484-ben „Cherweny Kamen”, 1503-ban „Czerwen Kamen” néven találjuk. 1598-ban az adóösszeírás szerint 19 ház állt a településen. 1683-ban „Wöröskö”, „Wereskö” alakban bukkan fel a korabeli forrásokban. A poroszkai uradalom 1683-as urbáriuma szerint 5 egész telkes jobbágya, 3 házas zsellére, 20 vagyontalan zsellére, 29 telkes jobbágya és 15 zsellére volt. A faluban 3 magtár, két malom és egy nagy gyümölcsöskert is állt. 1784-ben 106 házában 121 családban 724 lakos élt.
A 18. század végén Vályi András így ír róla: „VÖRÖSKŐ. Cserveni Kamen. Tót falu Trentsén Várm. földes Urai Gr. Königszeg, és több Urak, lakosai katolikusok, fekszik Pukóvhoz 2/4 mértföldnyire; földgye közép termékenységű, legelője, fája kevés.”
A 19. század elején alapított vaskohójában lapátokat, kapákat és más kézi szerszámokat gyártottak. 1828-ban 109 háza és 817 lakosa volt. Lakói mezőgazdasággal, állattartással, faáru-készítéssel,  mészégetéssel, kosárfonással, vászonszövéssel foglalkoztak. A faluban 3 vízimalom, vaskohó, papírmalom is működött.
Fényes Elek 1851-ben kiadott geográfiai szótárában így ír a faluról: „Vöröskő (Cservena Kamen), Trencsén vm. tót f. Lednicztől délre 1/2 óra a hegyek közt: 781 kath., 7 zsidó lak. Katholik. paroch. templom; nagy erdő; kevés rét; sovány föld. Emlitést érdemel itten egy 300 négyszögölnyi nagyságu tó, mellyben különös itten körül ismeretlen nemü halak találtatnak. F. u. gr. Kőnigsegg. Ut. post. Trencsén.”
A század második felében sokan dolgoztak az erdőgazdaságban és a közeli fűrésztelepeken is. Az első világháborúban 36 vöröskői férfi esett el. A trianoni békéig Trencsén vármegye Puhói járásához tartozott.
A község tűzoltóegyletét 1923-ban alapították. A  könyvtár 1926-ban nyílt meg. A második világháború 1945. május 4-én ért itt véget.

## Népessége
| Év:            | 1994. | 2004.   | 2014.   | 2024.   |
| -------------- | ----- | ------- | ------- | ------- |
| Emberek száma: | 807   | 757     | 689     | 639     |
| Eltérés:       |       | -6,19 % | -8,98 % | -7,25 % |

| Év:            | 2023. | 2024.   |
| -------------- | ----- | ------- |
| Emberek száma: | 637   | 639     |
| Eltérés:       |       | +0,31 % |

1910-ben 1224, túlnyomórészt szlovák anyanyelvű lakosa volt.
2001-ben 769 lakosából 749 szlovák volt.
2011-ben 716 lakosából 678 szlovák volt.

## Nevezetességei
- Szűz Mária tiszteletére szentelt római katolikus temploma 1795–96-ban épült, késő barokk stílusban. A templomon 1806-ban és a 20. század elején végeztek nagyobb átalakításokat. Szűz Mária reneszánsz szobra 1630 körül, rokokó szentségtartója 1770 körül készült.
- Hippói Szent Ágoston tiszteletére szentelt késő barokk kápolnája 1788-ban épült.